# Gietijzer met vermiculairgrafiet

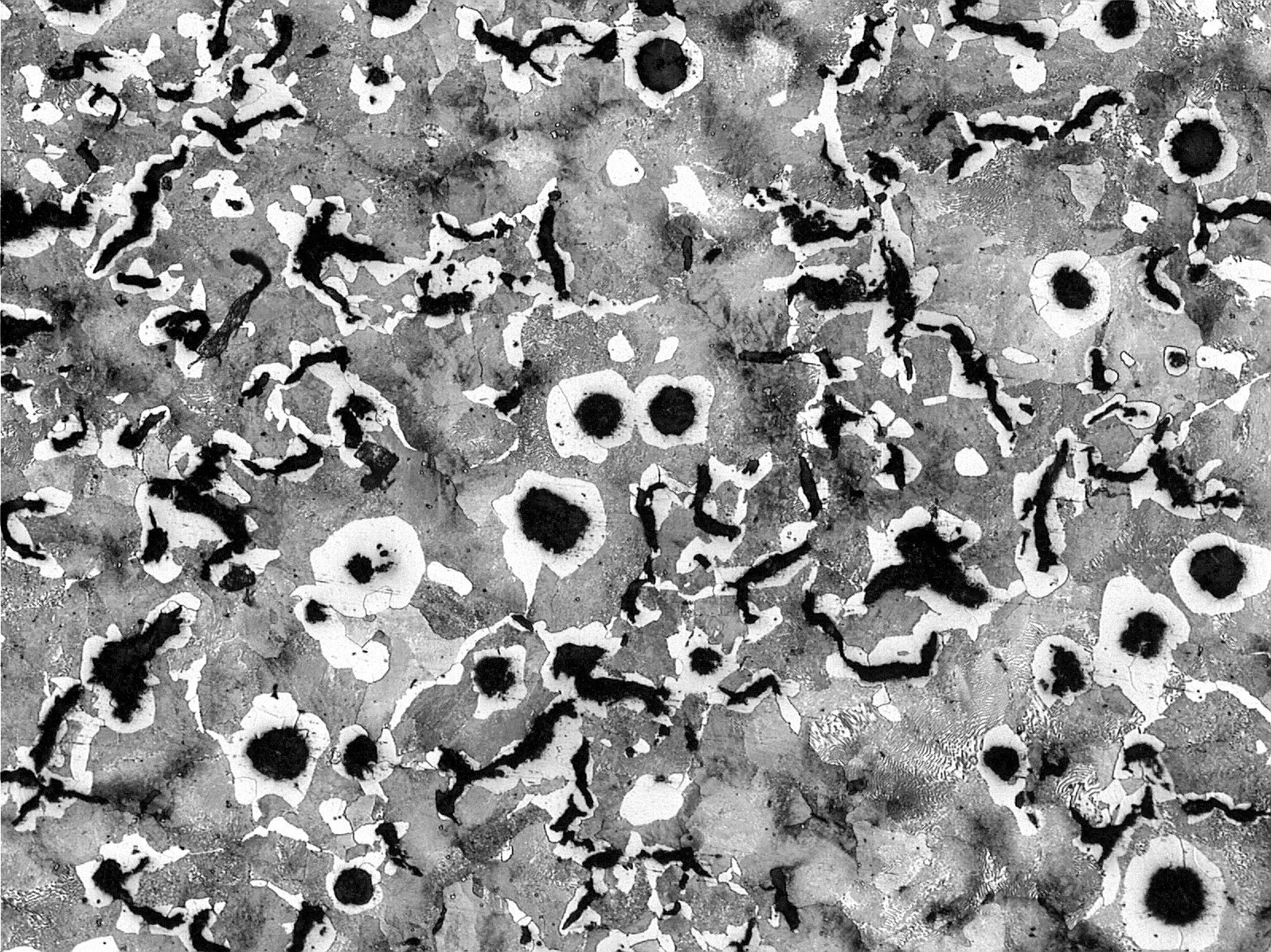
Gietijzer met vermiculairgrafiet en nodulairgrafiet (100 maal vergroot)

Gietijzer met vermiculairgrafiet of compactgrafietijzer (GJV) is gietijzer waarin de koolstof vermiculair (wormvormig) in de microstructuur voorkomt. De afkorting GJV staat voor G = Giet, J = IJzer, V = vermiculair-vormig.
Gietijzer met vermiculairgrafiet wordt sinds de jaren 1930 gebruikt. Het heeft een gunstige combinatie van trekvastheid, taaiheid, demping, warmtediffusiviteit, thermische spanning, bewerkbaarheid en gietbaarheid. Het wordt vooral toegepast in verbrandingsmotoren.
In gietijzer met vermiculairgrafiet is ten minste 80% van het grafiet vermiculair aanwezig. Het overige grafiet is nodulair aanwezig. De mechanische eigenschappen van gietijzer met vermiculairgrafiet liggen tussen die van grijs gietijzer en nodulair gietijzer.